# Västmanlands runinskrifter 13
Runinskrift Vs 13, eller Anundshögsstenen, är en runsten som ingår i fornlämningsområdet Anundshög i Badelunda socken i Västmanland. 

## Stenen
Stenen i sig är avvikande och mycket hög, över tre meter och har en annorlunda utformning. Ornamentiken är av ovanligt slag och liknar ett antal personer stående på varandra i en romersk port. Den konstnärligt utförda ristningen är signerad av runmästaren Vred. 
Texten hävdar att stenen är en del av det monument som fortfarande finns på platsen i form av en lång rad resta stenar. Traditionellt har man ansett att detta bör ha varit ett paradmonument utmed Eriksgatan. Helt visst utgör högen, runstenen, stenraden och de många andra lämningarna, en kraftfull vittnesbörd om ortens lokala maktförhållanden.
Den Anund som ingår i skriften bör ha varit välkänd i trakten och kanske han rent av varit en förhistorisk kung. Om Folkvid i så fall också skulle vara Anunds far går inte att säga. Omedelbart bakom stenen ligger kungshögen "Anunds hög", samt ett stort antal andra större gravhögar och välbevarade skeppssättningar. Inskriften lyder i översättning:

## Inskriften
Translitterering av runraden:
× fulkuiþr × raisti × staina × þasi × ala × at × sun ×× sin × hiþin × bruþur × anutaʀ × uraiþr hik × runaʀ
Normalisering till runsvenska:
Folkviðr ræisti stæina þasi alla at sun sinn Heðin, broður Anundaʀ. Vræiðr hiogg runaʀ.
Översättning till nusvenska:
Folkvid reste alla dessa stenar efter sin son Heden, Anunds broder. Vred högg runorna.